# Almoster
Almoster és un municipi de la comarca del Baix Camp, al Camp de Tarragona.

## Geografia
- Llista de topònims d'Almoster (Orografia: muntanyes, serres, collades, indrets..; hidrografia: rius, fonts...; edificis: cases, masies, esglésies, etc).

El terme municipal d'Almoster és petit, només té 5,88 km². Té una forma allargada i dreta, mig escanyat entre els de la Selva del Camp, amb el qual limita al nord-est i a l'est, el de l'Aleixar, al nord-est el de Castellvell, i al sud-oest el de Reus. Les aigües del terme, les arrepleguen el barranc de la Llenguadera, el de Picarany i la riera d'Almoster.
La part alta del terme és molt accidentada i arriba fins als 702 metres d'altitud al vessant sud-oest del Puig d'en Cama, arribant a tocar, només en part, a les muntanyes de Prades, i al sud —tocant als termes de Castellvell del Camp i de Reus— és més planer, trencat tan sols per petits turons. L'altitud inferior del terme és de 200 metres.
Els carrers del poble presenten forts pendents en alguns llocs. Al terreny al peu de la Casa de la Vila assoleix els 300 metres d'altitud. La principal via de comunicació és la carretera TP-7049 de Reus a Castellvell del Camp i la TV-7048 a Castellvell del Camp a Almoster, i el camí —avui carretera— núm. 5063 d'Almoster a la Selva del Camp. És a 4,5 km de Reus i a 2,5 de la Selva del Camp. També té comunicació per camins rurals amb Prades, l'Aleixar, l'Albiol, la Selva del Camp, Vilaplana i Maspujols.
Alguns llocs d'interès són l'església de Sant Miquel i Cal Jardí, un edifici renaixentista dins de la població. Esparsos pel terme hi ha diversos masos, la majoria rònecs. Per la seva importància destaca el Mas de Carreres, que Madoz ja anomenava com una hisenda important a mitjan segle xix, el Mas del Picarany, de la família del poeta reusenc Gabriel Ferrater, i el Mas del Vícto, que va ser propietat de Víctor Josep Rosselló, industrial i alcalde de Reus el 1867-1868.

### Hidrografia
- Barranc de la Llenguadera: a la vora hi creixen pins i alzines.
- Barranc de Picarany.
- Barranc de l'Abeurada: una part es fa servir com a camí rural, però que pot ser molt cabalós quan plou.
- Riera de la Quadra o d'Almoster.

### Economia
Pel que fa a la gent que treballa al poble, l'economia és bàsicament agrícola i de serveis. Val a dir, però, que és un poble dormitori, amb molta gent que treballa a Reus i altres llocs de la comarca.

### Urbanitzacions
Hi ha quatre urbanitzacions principals: la urbanització Picarany, al nord-oest del poble, el conjunt anomenat l'Aubareda —promoguda per Joan Maria Roig—, al sud, la urbanització Pontarrons, a la partida d'aquest mateix nom, i la urbanització Castellmoster, que és la continuació de la del Picarany i que —en bona part— és dins del terme de Castellvell del Camp.

### Demografia
La població va disminuir durant el segle xx i va passar de 455 habitants a començaments de segle, a 291 el 1950. Després la caiguda demogràfica es va aturar i va anar remuntant a poc a poc fins als poc més de mil habitants actuals. El 2005 hi havia censats 1.140 habitants, dels quals només 700 viuen a la part antiga del poble.
| 1497 f | 1515 f | 1553 f | 1717 | 1787 | 1857 | 1877 | 1887 | 1900 | 1910 |
| ------ | ------ | ------ | ---- | ---- | ---- | ---- | ---- | ---- | ---- |
| 12     | 18     | 24     | 286  | 524  | 516  | 529  | 453  | 455  | 402  |

| 1920 | 1930 | 1940 | 1950 | 1960 | 1970 | 1981 | 1990 | 1992 | 1994 |
| ---- | ---- | ---- | ---- | ---- | ---- | ---- | ---- | ---- | ---- |
| 353  | 354  | 355  | 291  | 363  | 415  | 371  | 406  | 481  | 481  |

| 1996 | 1998 | 2000 | 2002 | 2004  | 2006  | 2008  | 2010  | 2012  | 2014  |
| ---- | ---- | ---- | ---- | ----- | ----- | ----- | ----- | ----- | ----- |
| 679  | 716  | 823  | 927  | 1.050 | 1.241 | 1.339 | 1.360 | 1.381 | 1.396 |

| 2016  | 2018  | 2020  | 2022  | 2024  | 2026 | 2028 | 2030 | 2032 | 2034 |
| ----- | ----- | ----- | ----- | ----- | ---- | ---- | ---- | ---- | ---- |
| 1.401 | 1.342 | 1.341 | 1.334 | 1.338 | -    | -    | -    | -    | -    |

## Història
| Entitat de població | Habitants (2023) |
| Almoster            | 1.017            |
| el Picarany         | 231              |
| Castellmoster       | 57               |
| los Pontarrons      | 5                |
| Font: Idescat       |                  |

S'han trobat algunes restes neolítiques al lloc anomenat les Masies i també restes romanes a la partida anomenada Pontarró.
L'actual vila se suposa que es va originar en una masia mora anomenada Al-Munastir. El nom no prové de l'àrab, tanmateix, ja que és d'origen mossàrab: prové del mot llatí MONASTERIUS (monestir). A la carta de poblament de la Selva de 1165 s'esmenta un lloc anomenat torrent de Mosterio i el 1204 el lloc de Mosterium pertanyia a Reus i el castlà de la ciutat Bernat de Bell-lloc en va cedir 2/3 a un tal Bartomeu. Disputes entre ambdós senyors van fer intervenir el cambrer de Reus, que va reconèixer el dret d'Almoster a un batlle propi, però com a part del terme de Reus a la qual havia de pagar tribut; finalment el cambrer va comprar el lloc el 1206.
El 1428 i 1480 es van signar pactes amb la Selva per les pastures d'Almoster. En extingir-se la cambreria el 1545 va passar a l'Arquebisbat de Tarragona i va formar part de la Comuna del Camp. Amb la grafia (el) Moster apareix el 1564, que esdevé Almoster el 1582. El 1573 l'església va obtenir el privilegi de pica baptismal. Un tractat de 20 de maig de 1599 va reconèixer el poble com a part del terme de Reus a la qual havia de pagar 12 lliures l'any, però podria nomenar jurats, fer ordinacions i posar talls, i estaria exempta de contribuir a les despeses de Reus. L'arquebisbe Joan de Montcada va reconèixer el 1641 la pertinença d'Almoster al terme de Reus, el batlle de la qual podia exercir-hi la jurisdicció civil i criminal. El 1714 el guerriller catalanista Carrasclet va fer gran mortaldat d'invasors castellans en un lloc anomenat torrent de Na Castella, i la tradició diu que aquest nom prové precisament dels molts castellans que va matar la partida del Carrasclet.
El 1717 va quedar cancel·lat el pacte amb Reus del 1599 i dos anys després hi consta una població de 286 persones, que pugen a 524 el 1787, quan ja té la categoria de parròquia, sempre sota jurisdicció de l'arquebisbat. A començaments segle xviii va augmentar la població, però va començar a baixar el 1844 (passa de 621 a 493 habitants) i amb lleus oscil·lacions arriba als 412 el 1897. El 1850 va obrir l'ajuntament del poble. El 1868, amb la revolució de Joan Prim, aprova unir-se a Reus, fet que no es va consumar. El 1854 va incorporar algunes partides que abans pertanyien a l'Albiol. Fou federalista el 1871 i 1872. El 1873 els carlins hi foren desfets i perseguits fins a la Selva pels liberals de Reus i l'exèrcit.

## Política

### Eleccions municipals
Nombre de regidors per partit
| Junts | -  | -  | - | - | -  | -  | -  | -  | - | - | 2 | 4 |
| PSC | -  | -  | - | 4 | -  | -  | 1  | 1  | 1 | - | - | - |
| PP | -  | 4  | 3 | - | -  | -  | -  | -  | 1 | 0 | - | - |
| ERC | -  | -  | - | - | -  | 3  | 4  | 4  | 5 | 6 | 7 | 3 |
| ECP | -  | -  | - | - | -  | -  | -  | -  | - | - | - | 2 |
| CiU | 7  | -  | 4 | 3 | 3  | 4  | 2  | 2  | 2 | 3 | - | - |
| Altres | 0a | 3b | - | - | 4c | 0d | 0d | 2e | - | - | - | - |
| Total | 7  | 7  | 7 | 7 | 7  | 7  | 7  | 9  | 9 | 9 | 9 | 9 |
| a PTC; b Independents; c Entesa d'Electors per Almoster; d Entesa d'Electors per Almoster - FIC; e Identitat Independent Musterenca - FIC; |    |    |   |   |    |    |    |    |   |   |   |   |

## Fills il·lustres
Els germans missioners Antoni, Manel i Josep Aymemí Ferrer.

## Festes locals
El 30 de juliol és la festa major dels sants Abdó i Senén i el 29 de setembre, la festa major petita, dedicada a sant Miquel Arcàngel. El 15 de maig s'hi celebra la festa de Sant Isidre.